# Doulsou
Doulsou ist ein Dorf in der Landgemeinde Ayérou in Niger.

## Geographie
Das von einem traditionellen Ortsvorsteher (chef traditionnel) geleitete Dorf liegt auf einer Insel im Fluss Niger. Es befindet sich etwa 1500 Meter nordwestlich des urbanen Zentrums der Gemeinde Ayérou, die zum gleichnamigen Departement Ayérou in der Region Tillabéri gehört.
Doulsou wird zur Übergangszone zwischen Sahel und Sahara gerechnet. Im Fluss beim Dorf leben Flusspferde.

## Geschichte

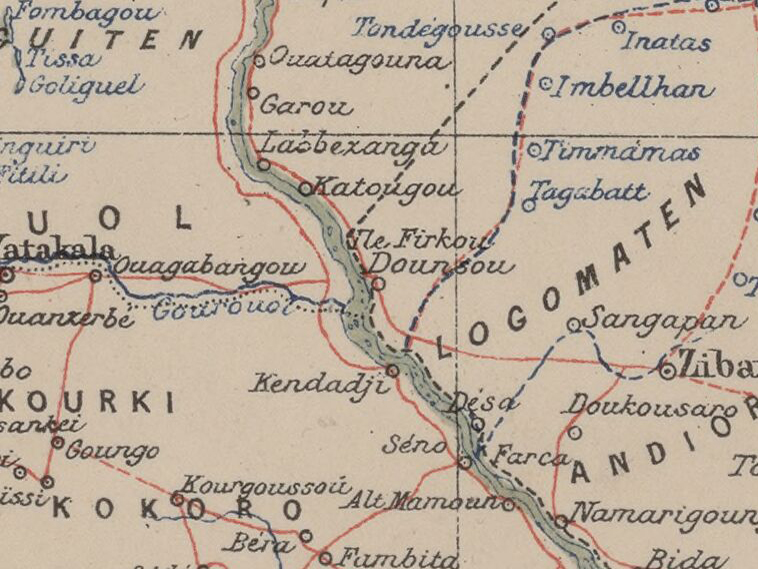
Ausschnitt einer Karte von 1903 mit Doulsou (Dounsou) im Zentrum

Bei der militärischen Besetzung der späteren Nigerkolonie durch Frankreich war Doulsou neben Sinder und Yatakala 1899 der erste Ort, an dem ein französischer Militärstützpunkt eingerichtet wurde. Bereits 1898 hatten die Franzosen in Doulsou eine Schule stark improvisierten Charakters eröffnet, die älteste in Niger. Im Juli 1900 wurde Doulsou zum Hauptort des 1899 als Kreis Sinder (cercle de Sinder) geschaffenen Kreises Doulsou (cercle de Doulsou), der die Gebiete der heutigen Departements Téra und Tillabéri umfasste. Der Sitz des Kreises wurde 1908 nach Tillabéri verlegt.
Bei einer Untersuchung im April 1982 wurde beim Befall mit der Saugwürmer-Art Schistosoma haematobium unter den 4- bis 17-Jährigen im Ort eine Prävalenz von 53 Prozent festgestellt.

## Bevölkerung
Bei der Volkszählung 2012 hatte Doulsou 1264 Einwohner, die in 204 Haushalten lebten. Bei der Volkszählung 2001 betrug die Einwohnerzahl 1026 in 155 Haushalten und bei der Volkszählung 1988 belief sich die Einwohnerzahl auf 1736 in 296 Haushalten.

## Wirtschaft und Infrastruktur
Es gibt eine Grundschule im Dorf.

## Persönlichkeiten
- René Delanne (1914–1995), Gewerkschafter und Politiker